# Giovanna d'Arco nella cultura

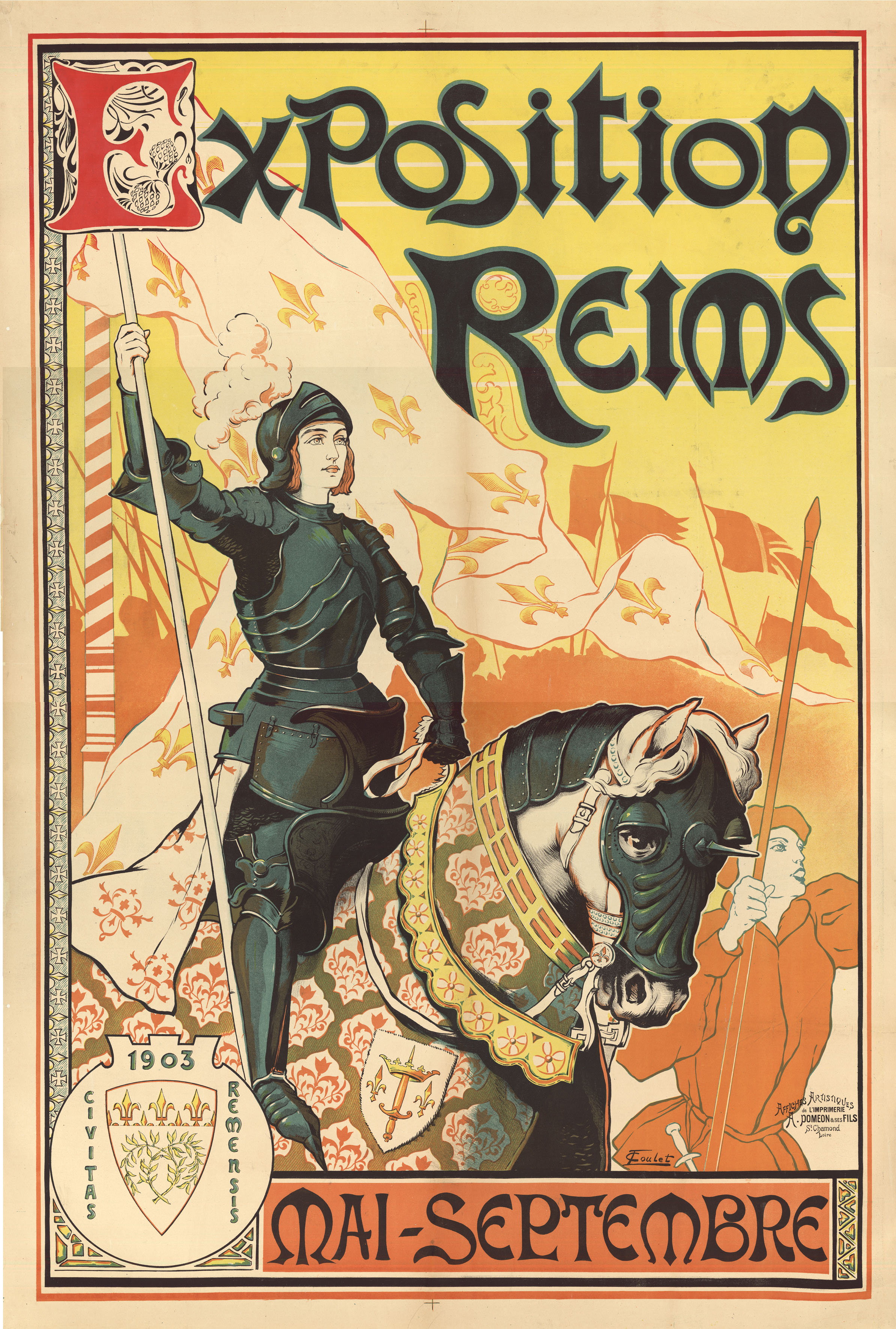
Manifesto dell'Esposizione industriale di Reims (maggio-settembre) del 1903.

Giovanna d'Arco (in francese Jeanne d'Arc; 1412-1431) è un'eroina nazionale francese, venerata come santa dalla Chiesa cattolica. Le sue gesta e la sua tragica morte, ispirarono sin dal XV secolo opere letterarie ed artistiche. Del resto, la personalità poliedrica di Giovanna ha fatto sì che a fianco al personaggio storico, per secoli, se ne affiancasse uno mitico, frutto delle più diverse interpretazioni della sua breve vita.

## Il mito di Giovanna d'Arco

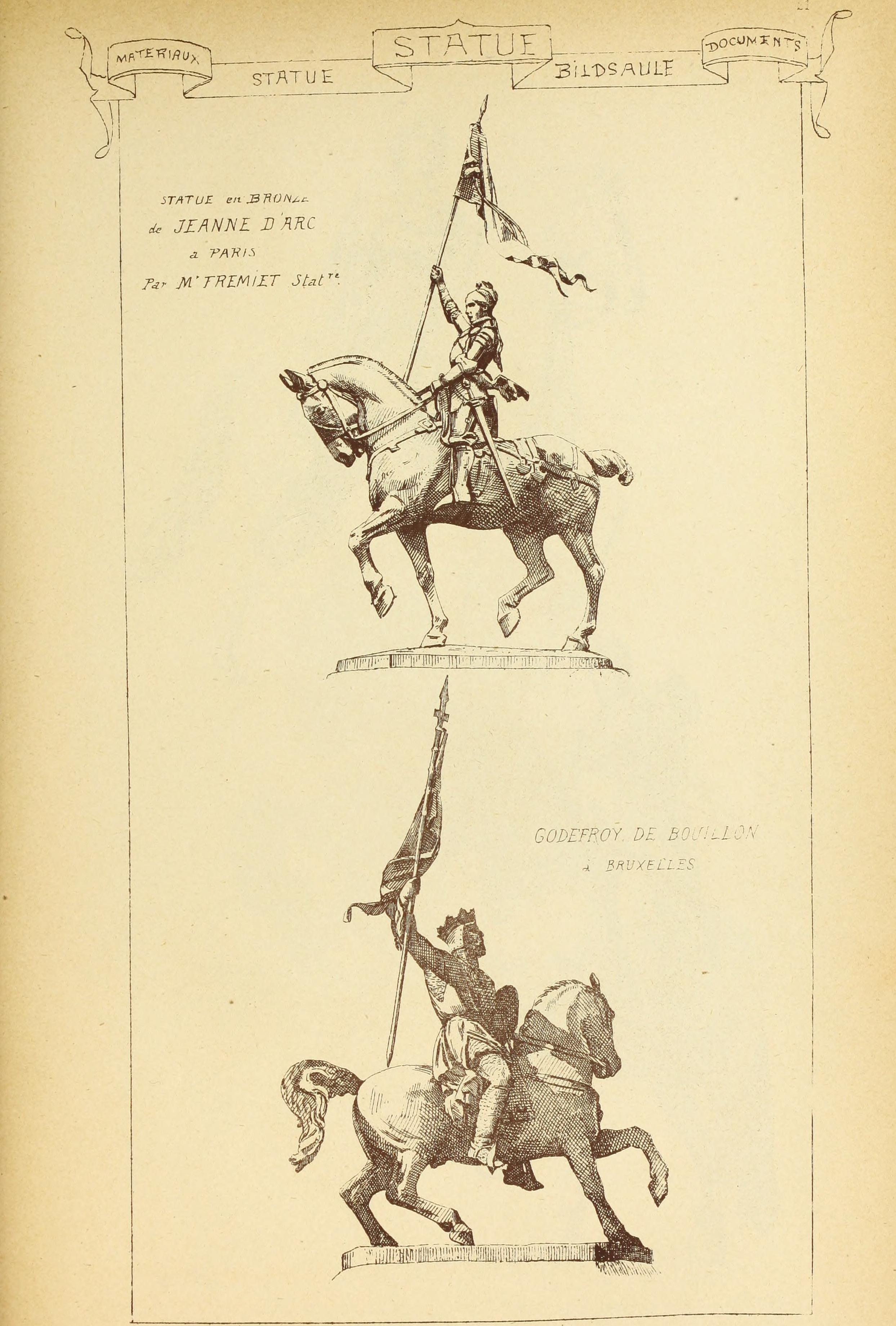
Illustrazione rappresentante i monumenti equestri di Giovanna d'Arco (di Emmanuel Frémiet) a Parigi, e Goffredo di Buglione a Brusselle, presente in Materials and documents of architecture and sculpture (vol. 10, Chicago, G. Broes Van Dort Co., 1915, pag. 76).

### Il XV secolo
Poco o nulla sappiamo dell'aspetto fisico di Giovanna d'Arco (se non per un vago accenno da parte del suo attendente, Jean d'Aulon, che la definì «alta, bella e ben formata»).

Nel 1998 sono stati tuttavia ritrovati, sotto un affresco dedicato a Sant'Ubaldo, due disegni, che raffigurerebbero Giovanna, sulle mura interne della cappella di Nostra Signora di Bermont, ove la ragazza si recava spesso a pregare.
La personalità poliedrica di Giovanna d'Arco ha dato luogo, nei secoli, alle più diverse interpretazioni del personaggio, spesso contrastanti, alcune fondate su elementi storici, altre su dicerie e leggende che circolavano in Francia e in Inghilterra già durante la sua vita. Il culmine dell'emozione popolare fu raggiunto dapprima nella vittoriosa, rapida ed imprevista liberazione di Orléans dall'assedio, poi dalla morte sul rogo a Rouen. Nel tempo intercorso tra la morte della Pulzella e la sua riabilitazione, nel 1456, molti la considerarono come una persona fuori dell'ordinario o, comunque, ammantata di mistero. Fra questi è da annoverare lo stesso Carlo VII, se realmente le due "imprese segrete", iniziate nell'aprile del 1430, di cui incaricò il cugino, il Bastardo d’Orléans, riguardavano il salvataggio di Giovanna.
Il carisma della ragazza, tuttavia, fu avvertito inizialmente dalla stessa folla che presenziò all'esecuzione. Avviandosi al supplizio, Giovanna aveva domandato una croce, ed un soldato inglese, impietosito, ne aveva formato una con due rametti e gliel'aveva porta. Quando la ragazza era morta, gridando il nome di Gesù così come Cristo aveva gridato il nome di Dio, un altro soldato della guarnigione inglese di Rouen, che aveva gettato con le sue mani una fascina di legna sul rogo, così come aveva giurato, si era sentito male e, soccorso dai compagni, aveva raccontato che nel momento della morte aveva visto uscire dalla giovane una colomba bianca.
Il boia, Geoffroy Thérage, la sera stessa si era recato al convento per confessarsi, disperando tuttavia d'essere assolto, poiché credeva aver ucciso una santa. Un cancelliere del re d'Inghilterra, Jean Tressard, aveva esclamato, subito dopo l'esecuzione: «Siamo perduti! Perché è una buona e santa persona che è stata bruciata!». Del resto, molti dissero d'aver visto il nome di Gesù – l'ultimo grido della Pulzella – impresso nelle fiamme del rogo. Strega o santa che fosse creduta, la memoria di Giovanna era un peso ingombrante per la potenza inglese, che cercò, inutilmente, di cancellarne il ricordo. Il giorno stesso del supplizio, un domenicano, Pierre Bosquier, fu condannato a quasi un anno di carcere a pane ed acqua per aver osato sostenere che il giudizio di condanna era stato iniquo.
Nonostante ciò, l'anno successivo, ad Orléans, fu celebrata la prima messa in memoria di Giovanna, il 30 maggio 1432. In molti, invece, rifiutarono di credere alla morte della Pulzella. Di questo tentò di trarre profitto una certa Claude, che nel 1436 si fece passare per Giovanna, mandando messi ad Orléans con richieste di denaro. Convocata dall'Inquisizione di Colonia, si esibì in giochi di prestidigitazione, come illudere la platea di rompere un bicchiere e farlo tornare integro. Non subì conseguenze ma decise prudentemente di allontanarsi. Nell'autunno dello stesso anno sposò Robert des Armoises, nobile decaduto; i due si spostarono tra la Francia e l'Impero. Grazie anche alla complicità del fratello di Giovanna, Jean (detto "Petit-Jean"), la giovane strappò regali e donazioni ai nobili locali (Pierre Louve, consigliere del duca di Borgogna, e il sire di Boulay), tra cui un cavallo e una spada.
Nel 1439 si recò finalmente a Orléans, dove, in agosto, ricevette un'ulteriore somma di denaro. Quando erano già in corso i preparativi per un pranzo in suo onore, tuttavia, fu annunciato l'arrivo in città di re Carlo VII. Claude des Armoises lasciò in tutta fretta la città per raggiungere Gilles de Rais e di lei non si ebbero più notizie. Già nel mese di maggio, peraltro, le spese per il servizio funebre della Pulzella figurano tra i conti della città, segno evidente che non tutti avevano creduto alla storia della falsa Giovanna.
La sentenza di annullamento della condanna, nel 1456, riassunse in un unico documento non solo la vita pubblica di Giovanna ma anche la sua giovinezza, l'infanzia, i rapporti con gli abitanti del suo villaggio così come con i nobili ed i capitani di guerra più famosi. Insieme al testo del processo di condanna fu copiata ed ampiamente diffusa. Per tutto il XV secolo la figura di Giovanna d'Arco fu tramandata da questi atti originali e si affidò inoltre alle numerose cronache redatte ad Orléans, a Parigi, in Inghilterra o nella corte di Borgogna, nonché, soprattutto, alla memoria di coloro che avevano vissuto la fase più aspra della Guerra dei cent'anni.

### Dal XVI al XIX secolo

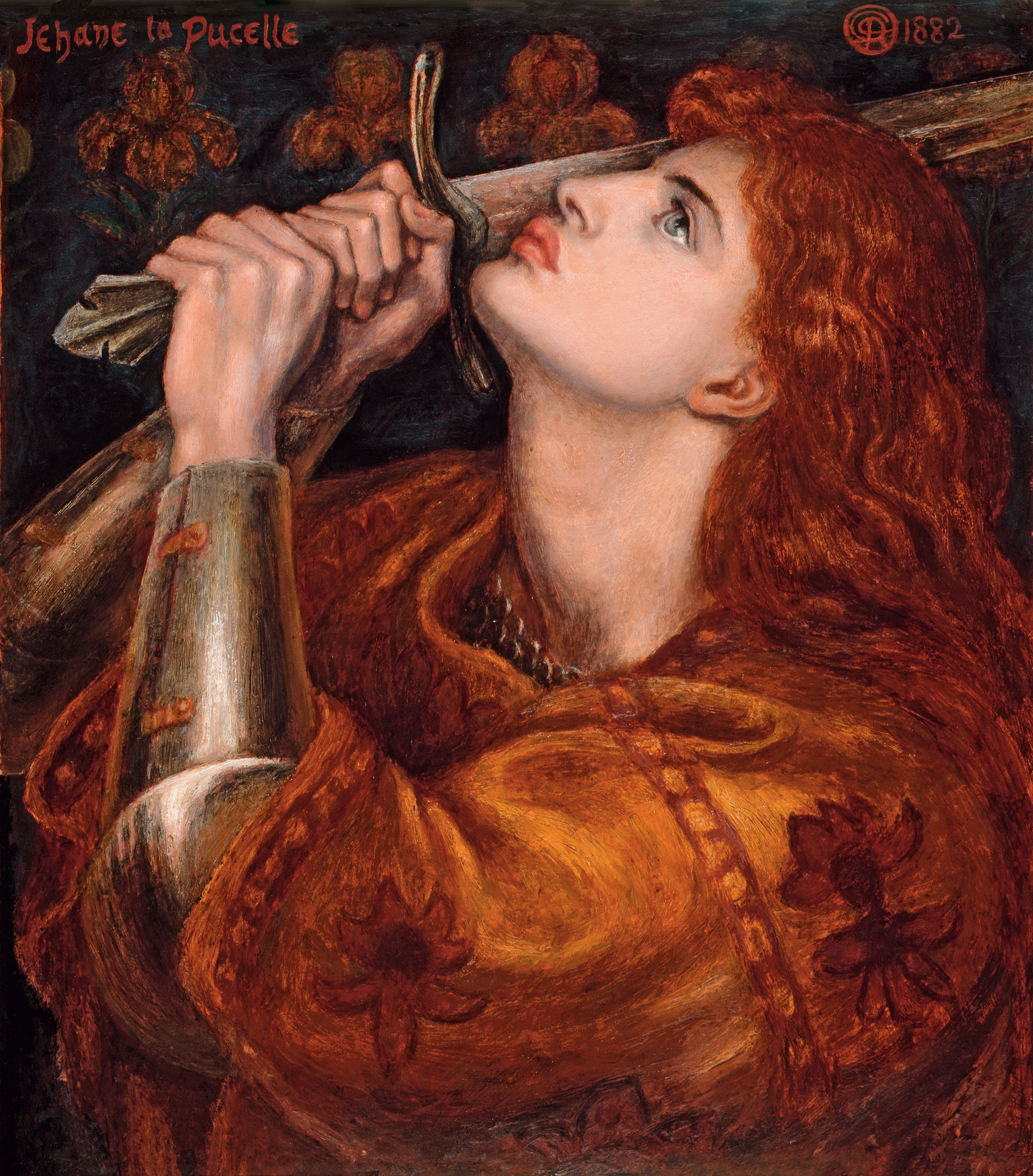
Joan of Arc, Dante Gabriel Rossetti, olio su tavola (1882; Fitzwilliam Museum, Cambridge, Regno Unito).

Nel XVI secolo la memoria storica iniziò a lasciare sempre più spazio per una caratterizzazione semplicistica di Giovanna, aderente allo stereotipo dell'eroina prode, valorosa, salvatrice della patria. Sempre più un simbolo, sempre meno una persona. Si perdevano le sfaccettature del suo carattere così come tramandatoci dai processi, quello di condanna quanto quello di riabilitazione, Giovanna essendo di volta in volta collerica (così come durante il primo incontro col Bastardo d’Orléans, sulle rive della Loira), pressante (quando insiste senza tregua, a Loches, perché il Delfino si diriga immediatamente a Reims), esperta in arte militare (quando organizza l'assedio alla città di Troyes), coraggiosa (quando continua a combattere, a Orléans, nonostante una freccia le si sia conficcata profondamente nelle carni), stanca e malinconica (quando a Crépy-en-Valois esprime il desiderio di ritornare dai suoi genitori ed abbandonare le armi), umile (quando abbraccia il Delfino alle ginocchia), allegra e pronta al riso (quando scherza con i soldati), ironica (quando a Poitiers, al frate che, con forte accento limosino, le domanda quale lingua parlino le voci che dice di sentire, risponde: «Migliore della vostra!»), sarcastica (quando, ai giudici che, a Rouen, le domandano se l'arcangelo Michele le appaia nudo, replica: «Credete che Nostro Signore non abbia di che vestirlo?»).
In questo modo, entrando a far parte dell'iconografia, Giovanna divenne una figura allegorica, priva di spessore, invocata ora come protettrice dell'unità nazionale, ora come bandiera dei cattolici in lotta con la Riforma protestante. D'oltremanica giungevano invece, alimentate dal ricordo e dal rancore della guerra, immagini denigratorie di Giovanna, spesso sgualdrina e, a volte, strega, anche queste stereotipate quanto quelle che la elogiavano: alla fine del XVI secolo William Shakespeare avrebbe raffigurato con questi tratti la Pulzella. Nel XVII secolo il ricordo di Giovanna divenne sempre più flebile; sopravvisse nell'opera di Jean Chapelain e, nonostante la fama di santità che le veniva ancora tributata ad Orléans, soprattutto fra i libertini fu oggetto di scherno e derisione.
Tale perdita di carisma si acuì a tal punto che, nel 1762, Voltaire ridicolizzò la figura di Giovanna nel suo poema satirico La pulzella d'Orléans. Rappresentata con gli ormai abituali tratti della ragazza di facili costumi, inserita in un contesto farcito di «anacronismi e di trovate fantastiche e buffonesche», Giovanna non era tanto dileggiata quanto ridotta a mero simbolo di un Medioevo tratto a paradigma di civiltà «corrotta, barbara e ignorante». L'Illuminismo, del resto, si rivelò fieramente ostile nei confronti tanto di Giovanna quanto dei suoi studiosi; Clément de l'Averdy, che nel 1790 aveva dato alle stampe uno studio storico sui due processi, del 1431 e del 1456, morì nel 1793 ghigliottinato. Nello stesso anno, le feste in onore di Giovanna d'Arco furono soppresse, alcune statue fuse. Unica voce controcorrente, quella dell'inglese Robert Southey, che nel suo poema Joan of Arc del 1795 trasformava Giovanna in una fautrice del patriottismo repubblicano - nonostante si fosse battuta a favore del Delfino e poi re Carlo VII e della sua consacrazione solenne.
Fu solo nel XIX secolo che Friedrich Schiller compose una tragedia che potesse considerarsi vera e propria replica a Voltaire: Die Jungfrau von Orleans, La Pulzella d'Orléans, nel 1801. Sotto Napoleone Bonaparte Giovanna divenne il simbolo non solo del patriottismo ma anche del nazionalismo francese; una combattente non per la libertà né per una giusta causa ma, semplicemente, per la Francia, sempre e comunque. Durante il Romanticismo, Giovanna ritornò in auge insieme al Medioevo; patriota o fanciulla ispirata, tutti vollero appropriarsi della sua figura, repubblicani e monarchici, laici ed ecclesiastici. Alla metà del secolo, Jules Quicherat pubblicò in cinque volumi i testi dei processi e una mole notevole di materiale che, lentamente, restituirono spessore storico alla sua figura.

### In età moderna e contemporanea
Al principio del XX secolo, durante il processo di beatificazione di Giovanna, iniziato nel 1897 e conclusosi il 18 aprile 1909, la fama di Giovanna si era nuovamente diffusa fra tutti gli strati della popolazione, sia per l'iniziativa della Chiesa, sia per la minuziosa opera di ricostruzione storica di Jules Quicherat, ormai ampiamente conosciuta. Tuttavia, ancora una volta, i movimenti che agitavano la società (e la politica) si appropriarono in qualche modo della sua figura prediligendone un singolo aspetto e tralasciandone l'«inesauribile» profondità. Da un lato, Giovanna era divenuta l'emblema dei cattolici, dall'altro, la sinistra laica ne celebrava l'immagine della ragazza del popolo abbandonata dal potere e dal re al rogo della Chiesa; gli antisemiti vedevano in lei una «fanciulla celtica».
Nel frattempo, l'ascesa al potere politico, in Francia, di un leader del calibro di Émile Combes, fortemente anticlericale, determinò la completa separazione fra Stato e Chiesa ma, anche, lo scioglimento di oltre cento congregazioni religiose, incluse quelle a carattere caritatevole ed assistenziale, nonché l'espropriazione di alcuni beni, come le biblioteche ecclesiastiche. La divisione politica e religiosa del Paese si sarebbe risolta, di necessità, solo durante la prima guerra mondiale. Giovanna divenne, allora, il simbolo stesso della resistenza contro l'invasore; circolavano immagini della Beata Giovanna d'Arco che inneggiavano alla lotta in nome dell'unità nazionale della Francia e, quando l'offensiva tedesca fu arrestata nella Prima battaglia della Marna, tra i caduti vi fu, emblematicamente, uno scrittore come Charles Péguy, che aveva legato a doppio filo la sua opera con la vita - e la morte - di Giovanna d'Arco.
Nel dopoguerra la letteratura cattolica s'impose per alcuni decenni grazie al talento ed all'ispirazione degli artisti e ad un'ormai solida reputazione popolare; il dramma di Paul Claudel del 1939 avrebbe dovuto rappresentare non solo un apice artistico ma anche un riferimento autorevole per la raffigurazione della Pulzella. Invece, sin dal 1936, dell'immagine di Giovanna si appropriarono dapprima i francesi che avevano militato tra le file dei nazionalisti in Spagna, durante la guerra civile e, all'inizio della seconda guerra mondiale, Giovanna divenne l'ispiratrice sia del governo di Vichy (tanto che ne nacque una formazione di volontari denominata Légion Jeanne d'Arc) sia della Resistenza e di France libre.
Al termine della guerra, l'interesse per la figura di Giovanna non è diminuito; da un lato, alla luce del Concilio Vaticano II e della rinnovata attenzione verso i metodi scientifici e storici, la percezione della Chiesa verso questa santa si è ampliata sino a ricomprenderne l'intera personalità, senza ridurla a mera agiografia; dall'altro, la ricerca storica e la storiografia stessa hanno affinato i propri metodi, sia accettando la contraddittorietà - reale o solo apparente - del personaggio, senza pretendere necessariamente di spiegarlo, sia integrando la visuale odierna con la prospettiva propria, unica e particolare, dell'epoca in cui visse.
Tsuruhime è celebrata come un'eroina leggendaria e spesso chiamata la Giovanna d'Arco del Giappone.

## L'eredità ideale di Giovanna d'Arco
Ciò che più colpì i contemporanei, ed in primis i suoi compagni d'armi, fu la grande devozione di Giovanna, una fede che traspariva con convinzione nell'impronta che diede all'esercito; un'eredità ideale e spirituale non da poco. In un mondo di violenze e sopraffazioni aveva dimostrato, seguendo i propri convincimenti religiosi, che era possibile riportare la pietà e la giustizia in un ambiente che le aveva dimenticate da molto.
Sia al suo arrivo ad Orléans, sia alla formazione dell'esercito "della Consacrazione", Giovanna aveva imposto ai combattenti di astenersi dal saccheggiare e taglieggiare le popolazioni (talvolta le stesse che nominalmente avrebbero dovuto difendere), proibito di uccidere nemici e prigionieri dai quali non si sarebbe potuto trarre riscatto, cercato instancabilmente una "buona pace stabile" con i nemici sia inglesi sia borgognoni senza stancarsi d'inviare loro lettere in cui li invitava a deporre le armi sulla base del semplice amore cristiano; aveva galvanizzato il popolo a tal punto che i più umili contadini così come i nobili si sentivano parte integrante di una sola nazione.
Questa eredità non andrà perduta con il suo supplizio. Ciò che in Giovanna era frutto della fede, del dialogo con le sue voci, continuerà a vivere negli ideali di un popolo: l'idea di un'identità nazionale francese sarà presente e centrale sino ai giorni nostri; il suo slancio verso una forma di guerra che, pur nella violenza, risparmiasse i civili e non fosse condotta da capitani di ventura, che sin troppo spesso si tramutavano in briganti, ma da ufficiali della corona, porteranno sia alla formazione di un esercito nazionale permanente, sia ai primi rudimenti del diritto di guerra.
Questo avverrà soprattutto con la promulgazione da parte di Carlo VII dell'«Ordinanza d'Orléans» del 2 novembre 1439 (che riprendeva la precedente Ordinanza del 1374, emanata da Carlo V), in cui si sanciva «il diritto delle genti, uguale per tutti, d'essere rispettati nella propria vita e nei propri beni», il divieto di servirsi di bande di mercenari senza che questi non rispondessero direttamente alla corona, la responsabilità dei capitani per ogni danno arrecato alla popolazione civile. Con la stessa ordinanza, emanata sotto la spinta e l'ispirazione di Richemont e del Bastardo d'Orléans, uomo ammirato e temuto ma circondato da fama di originalità, sia per la sua devozione alla causa di Giovanna anche dopo la sua morte, sia perché era tra i pochi capitani di guerra che riuscivano a limitare la violenza al campo di battaglia e a mantenere la disciplina nell'esercito, era finalmente istituito un unico esercito regio.

## La figura di Giovanna d'Arco nella cultura

### Letteratura
La figura di Giovanna d'Arco ispirò poeti, scrittori, drammaturghi. Diverso fu, tuttavia, il loro atteggiamento verso la Pulzella a seconda sia del luogo e dell'epoca di composizione dell'opera, sia, com'è ovvio, della personale visione del mondo propria di ciascun autore. È tuttavia possibile suddividere, in maniera alquanto sommaria, le opere letterarie a seconda del periodo di composizione.

#### Opere del XV secolo
Giovanna vivente, Christine de Pizan ne lodò la figura e le gesta immortalandole nel Poema di Giovanna d'Arco, in cui le fulminee vittorie della Pulzella sono paragonate all'improvvisa fine dell'inverno, avvolte da un'aura sovrannaturale e mistica; Alain Chartier ne scrisse in prosa; dopo la morte di Giovanna la sua memoria era ancora viva nella Ballata delle dame del tempo andato di François Villon, in cui il poeta cita diversi personaggi femminili celebri, esprimendo la propria angoscia per lo scorrere inesorabile del tempo con un verso divenuto famoso: «Mais où sont les neiges d'antan?» (ossia, letteralmente: Ma dove sono le nevi (cadute) l'anno scorso?); qui Giovanna è ricordata come "la buona Lorenese / bruciata dagli Inglesi a Rouen" ed accostata a personaggi storici e mitologici, come la ninfa Eco.

#### Opere composte tra il XVI e la metà del XIX secolo
Con l'arrivo dell'età moderna, il Medioevo perse d'interesse per la maggior parte degli autori; la figura di Giovanna fu dimenticata, tranne qualche rara eccezione: Guillaume Postel, Alain Bouchard (Le miroir des femmes vertueuses), François de Billom nel XVI secolo; d'altronde, nel 1592 William Shakespeare terminò la prima parte dell'Enrico VI, in cui Giovanna era raffigurata come una strega ed un'evocatrice di demoni. Nel XVII secolo Jean Chapelain compose il poema epico La Pucelle, ou la France délivrée (ossia "La Pulzella, o la Francia liberata"), che fu scarsamente apprezzato.
Nel XVIII secolo Voltaire, nel poema eroicomico La Pulzella d'Orléans (La Pucelle d'Orléans, 1730), dipinse Giovanna in termini sarcastici, burleschi, ritraendola dapprima nuda per deridere il suo voto di castità, quindi come concubina del Bastardo d'Orléans; l'omonimo dramma di Friedrich Schiller del 1801 (adattato nel 1845 da Temistocle Solera e musicato da Giuseppe Verdi col titolo Giovanna d'Arco) fu una risposta al dileggio operato da Voltaire. Nel 1841, lo storico Jules Michelet pubblicò in estratto il capitolo dedicato a Giovanna d'Arco incluso nella sua Storia di Francia.
In effetti, solo negli anni che vanno dal 1841 al 1849 si produsse una svolta nella conoscenza della realtà storica su Giovanna d'Arco, grazie al lavoro di Jules Quicherat, che pubblicò un'edizione completa del Procès de condamnation et de réhabilitation de Jeanne d'Arc ("Processo di condanna e di riabilitazione di Giovanna d'Arco"). Salvo qualche eccezione, le opere successive furono prodotte sulla scorta dei documenti originali dell'epoca, resi nuovamente accessibili al pubblico. Fu il principio di una riscoperta.

#### Opere moderne e contemporanee
Tra gli autori che s'interessarono a Giovanna vi furono i poeti maledetti Paul Verlaine che, nella poesia La pucelle, pur guardando la Pulzella con occhio dissacrante, attenuò di molto i toni rispetto a quelli usati da Voltaire, ed Arthur Rimbaud, che la cita in Une saison en enfer (lett. "Una stagione all'inferno") quale simbolo dell'innocenza. Ben altro interesse suscitò Giovanna in Charles Péguy che, nel 1910, pubblicò Le Mystère de la charité de Jeanne d'Arc (lett. "Il mistero della carità di Giovanna d'Arco"), rappresentazione teatrale basata su un precedente dramma in versi del 1897 (intitolato semplicemente Jeanne d'Arc), a testimonianza della sua conversione al Cattolicesimo; il lirismo dell'autore procede per assonanze e sonorità ad effetto, in maniera lenta e costante come il fluire di un fiume, evidenti soprattutto nell'opera del 1897 (non a caso, l'addio di Giovanna al paese natale è rivolto alla Mosa); il misticismo stesso diviene concreto e tangibile, quasi familiare; l'opera è ancora ampiamente rappresentata.
A partire dall'aprile 1895, su Harper's Magazine, fu pubblicato a puntate il romanzo Personal Recollections of Joan of Arc, a firma di certo Jean François Alden, personaggio fittizio che avrebbe tradotto in inglese moderno una memoria di Louis de Conte (trascrizione erronea per Louis de Coutes, uno dei paggi di Giovanna); in realtà, dietro questo nome si celava lo scrittore Mark Twain che all'opera aveva dedicato ben dodici anni di intense ricerche. Nonostante la forma sia quella del romanzo storico, l'autore sembra curarsi assai poco della coerenza storica del narrato che diviene, invece, celebrazione della libertà, della purezza e dell'altruismo di Giovanna. L'alto apprezzamento della figura storica di Giovanna, che si staglia per la sua opposizione al determinismo cui sembrano soggiacere gli altri eventi umani, si accompagna al disprezzo per la Chiesa cattolica, rappresentata, attraverso Pietro Cauchon, come un organismo di potere e corruzione nella prospettiva dell'autore.
Altro poeta ed autore teatrale misuratosi con la figura di Giovanna è Paul Claudel, che compose e fece rappresentare nel 1938 l'oratorio Jeanne d'Arc au bûcher (lett. "Giovanna d'Arco al rogo"); l'autore, deluso dal materialismo, folgorato dalla lettura di Rimbaud nel 1886, e, nello stesso anno, al termine di un'intensa ricerca personale, convertitosi al Cattolicesimo, contrappone la sete di beni materiali alla santità, alla "celestialità", ottenuta col sacrificio, con un lungo percorso di evoluzione interiore che culmina nell'altruismo e in una dimensione spirituale più ampia, essendo l'aspirazione alla santità connaturata all'essere umano; benché nettamente lontano dalle tematiche di Péguy, l'autore trovò nel supplizio di Giovanna l'esemplificazione della propria poetica.
Nel 1953 Il drammaturgo Jean Anouilh compose e fece rappresentare con grande successo L'Alouette (lett. "L'Allodola"), dramma in cui il personaggio di Giovanna è rappresentato con aderenza alla realtà storica e contemporaneamente con moderno lirismo.
Numerosi autori contemporanei si sono ispirati alla figura di Giovanna d'Arco, nella narrativa e soprattutto nella poesia (Maria Luisa Spaziani avrebbe composto il poemetto Giovanna d'Arco. Romanzo popolare in sei canti in ottave e un epilogo, Mondadori, 1990).

#### Opere letterarie parzialmente ispirate a Giovanna d'Arco
- J. R. R. Tolkien si sarebbe ispirato per l'assedio di Minas Tirith, nel Signore degli Anelli, all'assedio di Orléans e, del pari, si sarebbe ispirato a Giovanna per la figura di Éowyn.[58][59]

### Musica
- Giovanna D'Arco è il titolo di una cantata per voce sola e accompagnamento al piano, composta da Gioachino Rossini nel 1832.
- Alla Pulzella d'Orléans di Schiller si sono ispirati Temistocle Solera e Giuseppe Verdi per comporre la loro opera Giovanna d'Arco nel 1845.
- Del 1881 è l'opera La Pulzella d'Orléans (Orleanskaja Deva) di Pëtr Il'ič Čajkovskij, ispirata anch'essa al dramma omonimo di Schiller del 1801.
- Dedicato alla Pulzella d'Orléans è l'oratorio drammatico in XI scene scritto da Arthur Honegger, su testo di Paul Claudel, intitolato Jeanne d'Arc au bûcher del 1938.
- A Giovanna d'Arco è dedicata la canzone di Leonard Cohen Joan of Arc, contenuta nell'album del 1971 Songs of Love and Hate e tradotta in italiano nel 1972 da Fabrizio De André.
- È del 1976 Das Mädchen aus Domrémy, opera lirica scritta da Giselher Klebe e terza opera tratta dal dramma di Friedrich Schiller.
- A Giovanna d'Arco sono dedicate le canzoni Joan of Arc e Maid of Orleans (incluse nell'album Architecture & Morality del 1981) degli Orchestral Manoeuvres in the Dark.
- Angelo Branduardi ha composto nel 1994 una canzone dal titolo Giovanna D'Arco inserita nell'album Domenica e lunedì.
- Nel 1994 esce l'album Gente comune, di Fiorella Mannoia, nel quale è contenuta una canzone intitolata Giovanna D'Arco, scritta da Francesco De Gregori.
- Nel 2000, il gruppo metal spagnolo Dark Moor pubblica l'album The Hall of the Olden Dreams, contenente la canzone Maid of Orleans incentrata sulla figura di Giovanna d'Arco.
- Nel 2001, una delle outtakes dell'album di Elton John Songs from the West Coast era il brano Did Anybody Sleep with Joan of Arc? (imperniato sulla figura della Pulzella), composto dallo stesso Elton e da Bernie Taupin.
- Nel 2005, Kate Bush pubblica il doppio CD Aerial, sul cui primo disco, A Sea of Honey, il brano Joanni è dedicato a Giovanna d'Arco.
- Nel 2005, il gruppo musicale symphonic metal italiano Thy Majestie pubblica Jeanne D'Arc, disco epico-sinfonico che narra l'epopea dell'eroina francese.
- Nel 2006, i Blackmore's Night pubblicano World of Stone, brano incluso nell'album The Village Lanterne ed interamente dedicato a Giovanna d'Arco, basato su un'antica melodia popolare tedesca.[60]
- Nel 2011 il cantautore italiano Caparezza pubblica l'album Il sogno eretico: nel disco è contenuto il brano Sono il tuo Sogno Eretico nel quale il musicista pugliese parla, oltre che di Girolamo Savonarola e Giordano Bruno, di Giovanna D'Arco
- Nel 2012, la cantautrice Alice interpreta la canzone Morire d'amore di Mino Di Martino, che entrerà a far parte del suo disco d'inediti dello stesso anno. Il brano è ispirato dalla lettura della biografia di Giovanna d'Arco di Jules Michelet.
- Nel 2013, il gruppo canadese degli Arcade Fire pubblica il doppio album Reflektor, in cui è contenuta la traccia Joan of Arc.
- Nel 2015, Madonna pubblica l'album Rebel Heart, in cui è contenuta la traccia Joan of Arc.
- Nel 2017, la compositrice Giuliana Spalletti su testo di Lisa Domenici ha messo in musica Jeanne d'Arc, opera da camera in 1 atto per soli coro e ensemble strumentale, rappresentata per la prima volta il 9 agosto 2017 al 63º Festival Puccini di Torre del Lago.
- Nel 2018, il gruppo britannico Little Mix pubblica il singolo Joan of Arc.
- Nel 2020, Myss Keta pubblica il singolo Giovanna Hardcore , moderna reinterpretazione di Giovanna d'Arco.
- Nel 2020, il duo di cantanti americane Aly & Aj cita Giovanna D'Arco nel singolo Joan Of Arc On The Dance Floor, accompagnato da un video musicale che cita il film La passione di Giovanna D'Arco (1928).
- Nel 2024, il gruppo medieval-parodistico BardoMagno pubblica Giovanna Pulzella, in cui racconta la storia di Giovanna d'Arco.

### Cinema
Diversi sono i film prodotti sulla vita di Giovanna d'Arco, tra i quali:
- Exécution de Jeanne d'Arc (1898), regia di Georges Hatot.
- Jeanne d'Arc (1900), regia di Georges Méliès.
- Giovanna d'Arco (1908), regia di Mario Caserini.
- Giovanna d'Arco (1913), regia di Ubaldo Maria Del Colle  e Nino Oxilia.
- Giovanna d'Arco (Joan the Woman) (1916), regia di Cecil B. DeMille.
- La passione di Giovanna d'Arco (La passion de Jeanne d'Arc) (1928), regia di Carl Theodor Dreyer.
- La meravigliosa vita di Giovanna d'Arco (La merveilleuse vie de Jeanne d'Arc, fille de Lorraine), (1929) regia di Marco De Gastyne.
- Giovanna d'Arco (Das Mädchen Johanna) (1935), regia di Gustav Ucicky.
- Giovanna d'Arco (Joan of Arc) (1948), regia di Victor Fleming.
- Giovanna d'Arco al rogo (1954), regia di Roberto Rossellini.
- Santa Giovanna (Saint Joan) (1957), regia di Otto Preminger.
- Processo a Giovanna d'Arco (Procès de Jeanne d'Arc) (1962), regia di Robert Bresson.
- Giovanna d'Arco - Parte I: Le battaglie (Jeanne la Pucelle I - Les batailles) (1994), regia di Jacques Rivette.
- Giovanna d'Arco - Parte II: Le prigioni (Jeanne la Pucelle II - Les prisons) (1994), regia di Jacques Rivette.
- Giovanna d'Arco (The Messenger: The Story of Joan of Arc) (1999), regia di Luc Besson.
- Jeannette, l'enfance de Jeanne d'Arc (2017) e Jeanne (2019), di Bruno Dumont.

#### Influenze
L'attrice Olivia Wilde dichiarò in un'intervista che i responsabili della stesura per il trattamento, e lei per l'interpretazione, s'ispirarono a Giovanna d'Arco per il personaggio di Quorra nel film Tron: Legacy.

### Teatro
- La Pulzella d'Orléans (1801), di Friedrich Schiller.
- Santa Giovanna (1923), di George Bernard Shaw
- Santa Giovanna dei Macelli (1930), di Bertolt Brecht.
- L'Alouette (1953), di Jean Anouilh.
- Mother of the Maid (2015), di Jane Anderson.

### Televisione
- Jeanne d'Arc, le pouvoir de l'innocence (1989) - miniserie TV in 3 puntate, regia di Pierre Badel.
- Giovanna d'Arco (Joan of Arc) (1999) - miniserie TV in 2 puntate, regia di Christian Duguay.
- Joan of Arcadia (2003-2005) - serie televisiva liberamente ispirata alla storia di Giovanna d'Arco.
- Giovanna d'Arco è la protagonista dell'episodio 162 della serie TV anime Le più belle favole del mondo.
- Giovanna d'Arco è una dei personaggi storici che appaiono nella serie anime Inazuma Eleven GO Chrono Stones.
- Nella serie animata Miraculous Giovanna D'Arco è una dei personaggi storici possessori del miraculous della coccinella.

### Fumetti
- Nel 1998 l'autrice di fumetti giapponesi Arina Tanemura disegna il manga intitolato Jeanne la ladra del vento divino in cui la protagonista, Maron Kusakabe, è l'incarnazione di Giovanna d'Arco.
- Il fumettista giapponese Yoshikazu Yasuhiko è autore di una serie di manga su importanti personaggi storici: Jeanne è del 1995.
- Il secondo capitolo del manga Devilman - Time Travellers di Gō Nagai è dedicato a Giovanna d'Arco.
- Giovanna d'Arco fa un cameo negli ultimi due episodi dell'anime Puella Magi Madoka Magica; seguendo sempre lo stesso filone, Golden Pe Done ha scritto ed illustrato un manga dedicato alla pulzella d'Orléans intitolato Puella Magi Tart Magica: The Legend of "Jeanne d'Arc", ancora inedito in Italia.
- Giovanna d'Arco è uno dei personaggi principali della serie di light novel Fate/Apocrypha come governatrice, inoltre appare in un cameo nella serie anime Fate/Zero durante un flashback di Gilles de Rais.
- Giovanna d'Arco è uno dei personaggi principali della serie anime Nobunaga the Fool.
- Nel manga Drifters, Giovanna d'Arco è uno dei membri degli Ends, gli antagonisti principali dell'opera, al servizio del Re Nero.
- In un fumetto di Nathan Never intitolato Real History una ragazza di nome Joan veste i panni di Giovanna d'Arco.

### Videogiochi
- Joan of Arc: Siege & the Sword[63] è un gioco di strategia azione sviluppato dalla Brøderbund nel 1989 per Amiga/Atari ST.
- Alle gesta di Giovanna d'Arco è ispirata una campagna di Age of Empires II: The Age of Kings, videogioco di strategia in tempo reale per pc e PlayStation 2 di Microsoft del 1999.[64]
- Wars and Warriors: Giovanna d'Arco è un videogioco del 2004 basato sulle vicende storiche attorno alla figura della pulzella d'Orléans ed al suo ruolo durante la guerra dei cent'anni.
- Nel 2006 Level-5 ha sviluppato Jeanne d'Arc, videogioco RPG per PlayStation Portable.[65]
- Nel videogioco mobile Fate/Grand Order, Giovanna d'Arco è uno dei tanti personaggi che si possono evocare.